# Anna Stokholm
Anna Stokholm, född 19 mars 1988 i Frederiksberg, är en dansk skådespelare.
Stokholm har bland annat medverkat i TV-serierna Minkavlerne, Sjuksystrarna på Fredenslund och Nora Sand – Flickorna från Englandsbåten.

## Filmografi (i urval)
- 2018–2022 – Sjuksystrarna på Fredenslund (TV-serie)
- 2019–2023 – Minkavlerne (TV-serie)
- 2023 – Nora Sand – Flickorna från Englandsbåten (TV-serie)